# Joseph F. O’Connell

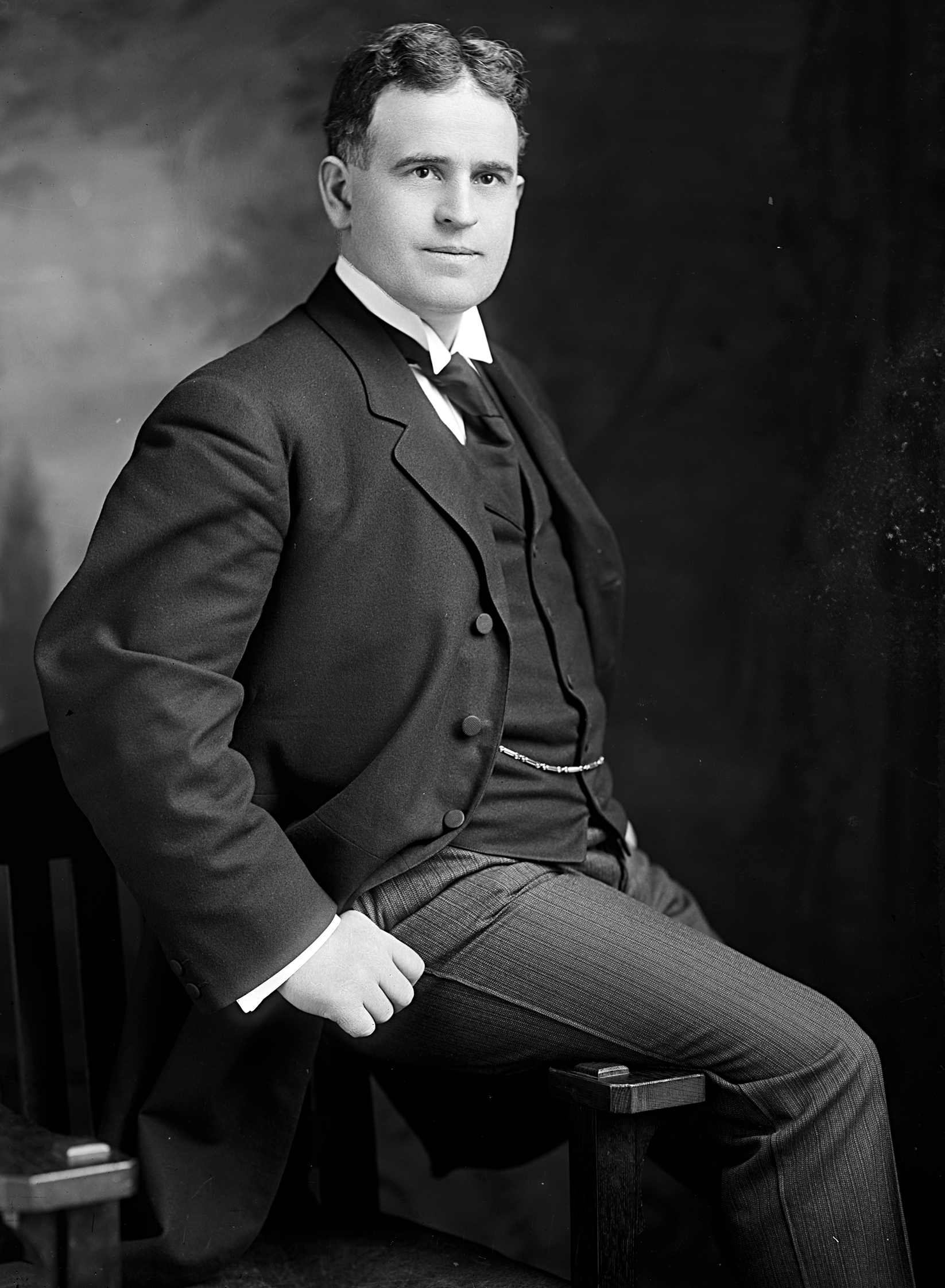
Joseph F. O’Connell

Joseph Francis O’Connell (* 7. Dezember 1872 in Boston, Massachusetts; † 10. Dezember 1942 ebenda) war ein US-amerikanischer Politiker. Zwischen 1907 und 1911 vertrat er den Bundesstaat Massachusetts im US-Repräsentantenhaus.

## Werdegang
Joseph O’Connell besuchte die Schulen seiner Heimat und danach bis 1893 das Boston College. Nach einem anschließenden Jurastudium an der Harvard University und seiner 1897 erfolgten Zulassung als Rechtsanwalt begann er in Boston in diesem Beruf zu arbeiten. Gleichzeitig schlug er als Mitglied der Demokratischen Partei eine politische Laufbahn ein. Bei den Kongresswahlen des Jahres 1906 wurde O’Connell im zehnten Wahlbezirk von Massachusetts in das US-Repräsentantenhaus in Washington, D.C. gewählt, wo er am 4. März 1907 die Nachfolge von William S. McNary antrat. Nach einer Wiederwahl konnte er bis zum 3. März 1911 zwei Legislaturperioden im Kongress absolvieren. Im Jahr 1910 wurde er von seiner Partei nicht erneut nominiert.
Nach dem Ende seiner Zeit im US-Repräsentantenhaus praktizierte O’Connell wieder als Anwalt in Boston. In den Jahren 1912 und 1920 war er Delegierter zu den jeweiligen Democratic National Conventions; von 1918 bis 1920 saß er in einer Kommission zur Überarbeitung der Verfassung von Massachusetts. Von 1914 bis zu seinem Tod gehörte er der bundesweiten Konferenz zur Vereinheitlichung der Gesetze der Einzelstaaten an. 1923 wirkte er auch in einer Kommission zur Überarbeitung der städtischen Gesetze von Boston mit. O’Connell lehrte außerdem an der Suffolk Law School in Boston Jura, deren Kurator er gleichzeitig war. Im Jahr 1930 strebte er erfolglos die Nominierung seiner Partei für die Wahlen zum US-Senat an. Die angestrebte Nominierung für die Bürgermeisterwahl in Boston des Jahres 1933 blieb ebenso aus. Joseph O’Connell starb am 10. Dezember 1942 in Boston.